# Campeonato da Europa de Atletismo de 2010 - Revezamento 4x400 m feminino
A prova dos 4 x 400 metros estafetas feminino do Campeonato da Europa de Atletismo de 2010 foi disputada entre os dias 31 e 1 de agosto de 2010 no Lluís Companys em Barcelona,  na Espanha. 

## Recordes
Antes desta competição, os recordes mundiais e do campeonato nesta prova eram os seguintes:
|                       | Nome                                                               | Nacionalidade     | Tempo   | Local     | Data                 |
| --------------------- | ------------------------------------------------------------------ | ----------------- | ------- | --------- | -------------------- |
| Recorde mundial       | (Tatyana Ledovskaya, Olga Nazarova Mariya Pinigina, Olga Bryzgina) | União Soviética   | 3m15s17 | Seul      | 1 de outubro de 1988 |
| Recorde do campeonato | (Kirsten Emmelmann, Sabine Busch Petra Müller, Marita Koch)        | Alemanha Oriental | 3m16s87 | Estugarda | 31 de agosto de 1986 |
| Recorde europeu       | (Tatyana Ledovskaya, Olga Nazarova Mariya Pinigina, Olga Bryzgina) | União Soviética   | 3m15s17 | Seul      | 1 de outubro de 1988 |

## Medalhistas
| Ouro                                                                                         | Prata                                                                               | Bronze                                                                        |
| Rússia · Tatyana Firova · Anastasiya Kapachinskaya · Antonina Krivoshapka · Kseniya Ustalova | Reino Unido · Nicola Sanders · Marilyn Okoro · Lee McConnell · Perri Shakes-Drayton | Itália · Chiara Bazzoni · Marta Milani · Maria Enrica Spacca · Libania Grenot |

## Cronograma
Todos os horários são locais (UTC+2).
| Data        | Hora  | Evento  |
| ----------- | ----- | ------- |
| 31 de julho | 11:50 | Bateria |
| 1 de agosto | 21:40 | Final   |

## Resultados

### Bateria
Qualificação: 3 atletas de cada bateria (Q) mais os 2 melhores qualificados (q).
Bateria 1
| Posição | Bateria | Nacionalidade | Atletas                                                                 | Reação | Tempo   | Notas      |
| ------- | ------- | ------------- | ----------------------------------------------------------------------- | ------ | ------- | ---------- |
| 1       | 3       | Reino Unido   | Nicola Sanders Vicki Barr Marilyn Okoro Lee McConnell                   | 0.204  | 3:28.01 | Q          |
| 2       | 8       | França        | Marie-Angélique Lacordelle Thélia Sigère Laetitia Denis Floria Guei     |        | 3:29.25 | Q          |
| 3       | 2       | Polónia       | Agata Bednarek Izabela Kostruba-Rój Aneta Jakóbczak Anna Jesień         | 0.195  | 3:35.25 |            |
| 4       | 7       | Bélgica       | Axelle Dauwens Elke Bogemans Wendy Den Haeze Lindsy Cozijns             | 0.214  | 3:37.56 |            |
| —       | 6       | Rússia        | Natalya Nazarova Kseniya Zadorina Antonina Krivoshapka Kseniya Ustalova | 0.212  | 3:26.89 | DSQ Doping |
| —       | 4       | Bielorrússia  | Katsiaryna Mishyna Alena Kievich Hanna Tashpulatava Sviatlana Usovich   | 0.300  | 3:29.27 | DSQ Doping |
| —       | 5       | Turquia       | Özge Gürler Birsen Engin Meliz Redif Pinar Saka                         | 0.229  | 3:33.13 | Doping     |

#### Batteria 2
| Pos | Corsia | Nazione   | Atleta                                                            | Tempo reazione | Tempo   | Note             |
| --- | ------ | --------- | ----------------------------------------------------------------- | -------------- | ------- | ---------------- |
| 1   | 5      | Itália    | Chiara Bazzoni Marta Milani Maria Enrica Spacca Libania Grenot    |                | 3:27.95 | Q                |
| 2   | 3      | Alemanha  | Janin Lindenberg Esther Cremer Jill Richards Claudia Hoffmann     | 0.240          | 3:28.67 | Q                |
| 3   | 7      | Roménia   | Angela Moroşanu Anamaria Ioniţă Bianca Razor Mirela Lavric        | 0.250          | 3:29.46 | Q                |
| 4   | 2      | Ucrânia   | Darya Prystupa Yuliya Krevsun Nataliya Lupu Hanna Titimets        | 0.211          | 3:29.50 | q                |
| 5   | 6      | Irlanda   | Marian Andrews Joanne Cuddihy Brona Furlong Michelle Carey        | 0.173          | 3:30.11 | Recorde nacional |
| 6   | 4      | Chéquia   | Jana Slaninová Zuzana Bergrová Jitka Bartoničková Denisa Rosolová | 0.356          | 3:31.91 |                  |
| 7   | 1      | Eslovênia | Anja Puc Liona Rebernik Daša Bajec Urška Klemen                   | 0.216          | 3:41.72 |                  |

### Final
| Posição           | Raia | Nacionalidade | Atletas                                                                          | Reação | Tempo   | Noteas           |
| ----------------- | ---- | ------------- | -------------------------------------------------------------------------------- | ------ | ------- | ---------------- |
| Medalha de ouro   | 5    | Alemanha      | Fabienne Kohlmann Esther Cremer Janin Lindenberg Claudia Hoffmann                | 0.194  | 3:24.07 |                  |
| Medalha de prata  | 6    | Reino Unido   | Nicola Sanders Marilyn Okoro Lee McConnell Perri Shakes-Drayton                  | 0.246  | 3:24.32 |                  |
| Medalha de bronze | 3    | Itália        | Chiara Bazzoni Marta Milani Maria Enrica Spacca Libania Grenot                   | 0.272  | 3:25.71 | Recorde nacional |
| 4                 | 2    | Ucrânia       | Darya Prystupa Hanna Titimets Alina Lohvychenko Antonina Yefremova               | 0.283  | 3:28.03 |                  |
| 5                 | 7    | França        | Marie-Angélique Lacordelle Muriel Hurtis-Houairi Thélia Sigère Virginie Michanol |        | 3:28.11 |                  |
| 6                 | 8    | Roménia       | Angela Moroşanu Anamaria Ioniţă Bianca Razor Mirela Lavric                       | 0.204  | 3:29.75 |                  |
| —                 | 4    | Rússia        | Anastasiya Kapachinskaya Antonina Krivoshapka Kseniya Ustalova Tatyana Firova    | 0.285  | 3:21.26 | Doping           |
| —                 | 1    | Bielorrússia  | Katsiaryna Mishyna Alena Kievich Hanna Tashpulatava Sviatlana Usovich            | 0.232  | 3:28.74 | Doping           |

Legenda
| Recorde mundial       | Recorde mundial (World record)               |                       | Recorde africano                      | Recorde africano (African) |                                           | Q | Classificado por posição (Qualified) |
| Recorde do campeonato | Recorde do campeonato (Championship record)  | Recorde da América    | Recorde da América (Americas)         | q                          | Classificado por melhor tempo (Qualified) |   |                                      |
| Melhor marca do ano   | Melhor marca do ano (World leading)          | Recorde asiático      | Recorde asiático (Asian)              | DNS                        | Não largou (Did not start)                |   |                                      |
| Recorde nacional      | Recorde nacional (National record)           | Recorde europeu       | Recorde europeu (European)            | DNF                        | Não terminou (Did not finish)             |   |                                      |
| Recorde pessoal       | Recorde pessoal do atleta (Personal best)    | Recorde da Oceania    | Recorde da Oceania (Oceania)          | DSQ / DQ                   | Desclassificado (Disqualified)            |   |                                      |
| Recorde da temporada  | Recorde da temporada do atleta (Season best) | Recorde sul-americano | Recorde sul-americano (South America) | NM                         | Sem marca (No mark)                       |   |                                      |